# Thompson-Nicola
Thompson-Nicola – dystrykt regionalny w kanadyjskiej prowincji Kolumbia Brytyjska. Siedziba władz znajduje się w Kamloops.
Thompson-Nicola ma 128 473 mieszkańców. Język angielski jest językiem ojczystym dla 90,6%, niemiecki dla 1,5%, francuski dla 1,3%, pendżabski dla 1,2% mieszkańców (2011).